# Raion de Dàrnitsia
El raion de Dàrnitsia (en ucraïnès: Дарницький район, Darnyts'kyi raion), és un districte urbà de la capital ucraïnesa, Kíiv.
És el districte del sud-est de Kíiv situat a la riba esquerra del riu Dniéper. Limita amb el districte de Holosíiv a l'oest de la ciutat, a través del riu, el districte del Dniéper al nord de la ciutat, i el raion de Brovari a l'est i el raion de Borispil a l'est i al sud de l'òblast de Kíiv. La població del raion de la ciutat s'estima al voltant de 348.000 habitants.

## Antecedents històrics
Tot i que no es coneix una data exacta d'establiment de la zona, hi ha proves que durant els segles IV i III aC, un assentament neolític va existir prop del llac Sviatisxe (en ucraïnès: Святище). Durant el segle IX, Dàrnitsia va ser un centre important de la Rus de Kíev, on s'allotjaven ambaixadors i delegacions d'altres potències mentre esperaven reunir-se amb els kniaz i oferir regals. Això va donar a la zona el seu nom Dàrnitsia (derivat de l'eslau/ucraïnès dar, que significa 'regal').
Mentre que al llarg del segle xix la zona es va anar fent progressivament més densament poblada, els habitants resideixen tècnicament fora de Kíiv en assentaments semblants a pobles (però no pobles per estatus) anomenats Slobidkas (Sloboda, Slobodka en rus). Algunes parts de Dàrnitsia encara porten els noms dels Slobidka que van desplaçar (en particular, l'assentament de Sant Nicolau de Mira Sloboda).
Fins a finals del segle xix, el nom de Dàrnitsia s'aplicava habitualment a la plana de la riba esquerra del riu Dnièper davant del centre de la ciutat de Kíiv. Fins a la revolució bolxevic de 1917, la zona formava part legalment de la governació de Txerníiv (Txerníhiv), tot i ser adjacent a Kíiv, també centre de la seva Gubèrnia, amb el riu Dniéper sent la línia de divisió oficial. El poble de Nova-Dàrnitsia i la resta de l'àrea del raion actual es van incorporar a la ciutat de Kíiv el 1927. El 1935 Dàrnitsia es va convertir en un raion separat de la ciutat. Amb l'establiment de la ciutat de Kíiv, els pobles Pozniaki i Osokorki es van fusionar i es van liquidar com a localitats poblades separades.
La zona urbanitzada va començar a industrialitzar-se entre la Primera Guerra Mundial i la Segona Guerra Mundial, després de formar part de Kíiv. Després de la Segona Guerra Mundial, la zona va experimentar una important reconstrucció i modernització i es va industrialitzar molt, amb la instal·lació d'indústries de química, tèxtil, farmacèutica i de processament d'aliments. Es van dur a terme grans projectes d'infraestructura, com ara unitats de cogeneració de calor i electricitat, estacions de ferrocarril, carreteres i línies de metro. Diversos instituts de recerca van trobar la seva nova llar aquí, inclosos tres instituts químics importants de l'Acadèmia Nacional de Ciències d'Ucraïna.

## Visió general
Avui en dia, el terme Dàrnitsia s'aplica de vegades àmpliament (però incorrectament) a tota l'àrea de la Ribera Esquerra de Kíiv, excepte les zones llunyanes de Vihurivstxina -Troiextxina al nord i Pozniaki al sud. Formalment, el districte va patir molts canvis fronterers i avui abasta aproximadament un terç de la riba esquerra. Un canvi de districte planificat podria fer que el districte de Dàrnitsia s'ampliés per abastar la meitat de l'àrea del marge esquerre o deixés d'existir sent redistribuït entre el districte de Desnianski i el districte de Dniprovski.
Barri
Les fronteres del barri de Dàrnitsia s'entenen generalment com:
- Mykil'ska Slobidka, illa Rusanivka i Berezniaki a l'oest
- Voskresenka, Troyextxina i Lisovyi masyv al nord
- Barri de Bykivnia i la ciutat de Bortnitxi a l'est
- Pozniaki, Osokorki i Kharkivski masyvs al sud